# Награда Сава Шумановић
Награда Сава Шумановић носи име по српском сликару Сави Шумановићу и додељује за ликовно стваралаштво од 1999. године.

## О Награди
Награду додељује стручни жири и састоји се од новчаног дела и плакете са ликом Саве Шумановића. Покретачи награде Сава Шумановић су Новосадски сајам у оквиру своје изложбе уметности Арт Експо, Галерија Бел арт и Центар за визуелну културу Златно око из Новог Сада, са циљем да перманентно афирмишу дело Саве Шумановића. Награда се додељује за ликовну уметност, а то подразумева сагледавање и оцењивање широког дијапазона најразличитијих уметничких и теоријских опуса.
Први пут је додељена 1999. године.

## Добитници НаградеСава Шумановић
Досадашњи добитници су:
- 1999 - Драгомир Угрен[5]
- 2000 - Мрђан Бајић[5]
- 2001 - Здравко Мандић[5]
- 2002 - Душан Оташевић[5]
- 2003 - Миодраг Б. Протић[5]
- 2004 - Живко Грозданић[5]
- 2005 - Милан Блануша[5]
- 2006 - Милета Продановић[5]
- 2007 - Балинт Сомбати[5]
- 2008 - Раша Тодосијевић
- 2009 - Мира Бртка[5]
- 2010 - Владимир Величковић[1]
- 2011 - Радомир Дамњановић[6]
- 2012 - Звонимир Сантрач
- 2013 - Олга Јеврић и Јерко Денегри
- 2014 - Слободан Којић[7]
- 2015 - Чедомир Васић[8]
- 2016 - Марија Драгојловић[9]
- 2017 - Растислав Шкулец[10]
- 2018 - Игор Антић[11]
- 2019 - Славољуб Радојчић[12]
- 2020 – Миленко Првачки[13]